# Radičevac
Radičevac (cyr. Радичевац) – wieś w Serbii, w okręgu zajeczarskim, w gminie Knjaževac. W 2011 roku liczyła 29 mieszkańców.